# Andreas Trost

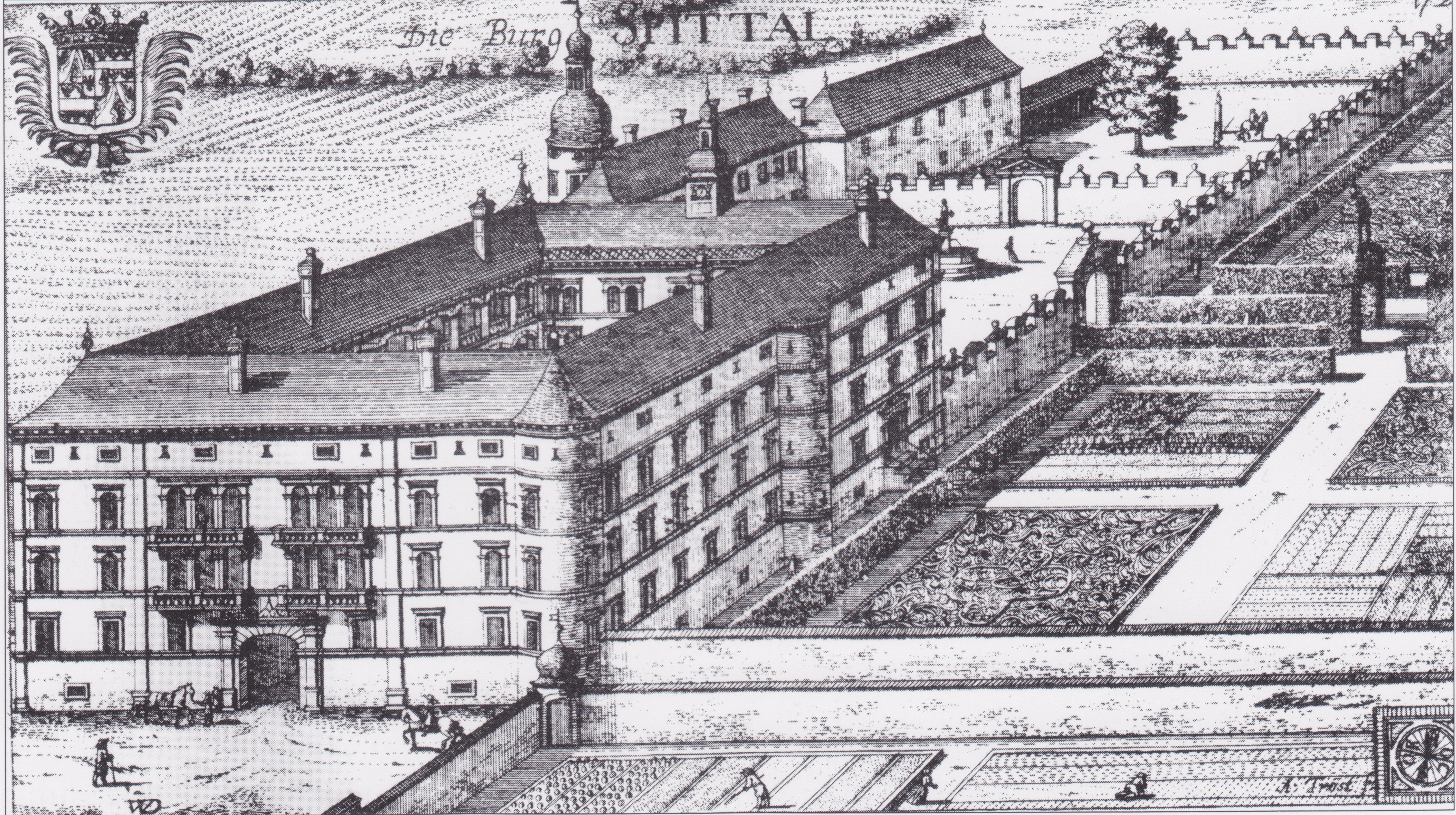
Schloss Porcia, Kupferstich von Andreas Trost (1688)

Andreas Trost (* 1657 in Deggendorf, Bayern; † 8. Juni 1708 in Graz) war ein Kupferstecher, der durch seine Kupferstiche, die als Motive Schlösser, Städte oder Burgen aufweisen, bekannt wurde.

## Leben
Andreas Trost wurde 1657 in der mittelgroßen Stadt Deggendorf in Niederbayern geboren. Bald jedoch zog es den Kupferstecher nach Österreich. Ab dem Jahre 1677 ist sein Aufenthalt in Graz nachweisbar.
In Graz arbeitete Trost mit dem Topografen Georg Matthäus Vischer zusammen und war der Hauptstecher der Vischer’schen Topographie der Steiermark. Für dieses Werk von Vischer stach Andreas Trost mehr als 150 Platten. Auch nach Vischers Tod arbeitete Trost an den nachfolgenden Ausgaben der Topographie weiter.
Eines seiner Hauptwerke entstand in den Jahren um 1689. Dort arbeitete Trost mit dem slowenischen Topographen Johann Weichard von Valvasor zusammen. Valvasor brachte 1689 die „Topographia Archiducatus Carinthiae modernae“, eine Beschreibung des Herzogtums Kärnten, für die Trost unzählige Kupferstiche anfertigte, heraus.
Aus diesem Grund lebte Andreas Trost teilweise auf Schloss Wagensberg in Krain, wo Valvasor eine Druckerei errichtete.
Bekannt sind auch Trosts Ansichten von Graz, die in den Jahren 1699 und 1703 entstanden.

## Werke

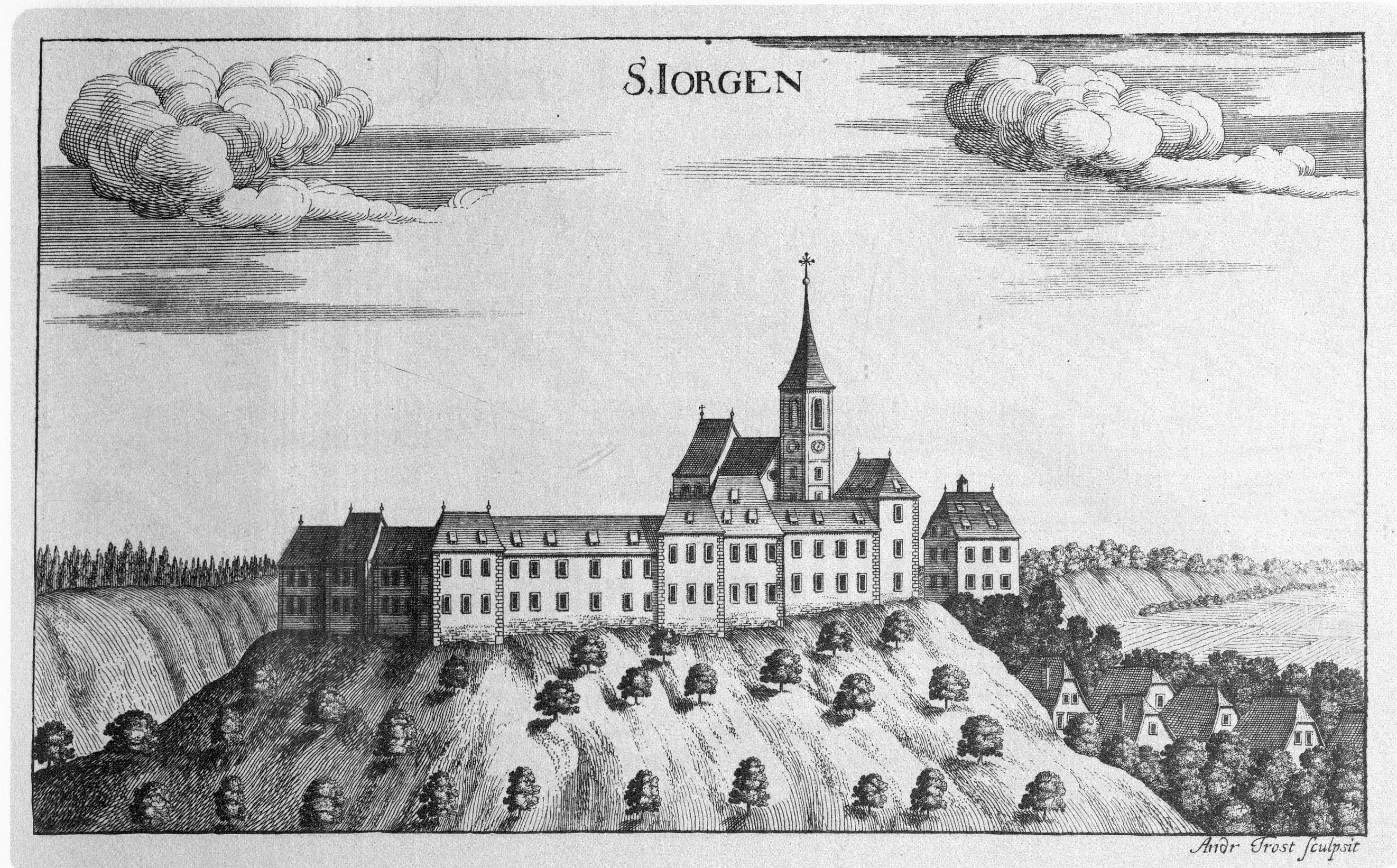
Sankt Georgen an der Stiefing, Stich von Georg Matthäus Vischer und Trost (1678)

- Vischer’sche Topographie der Steiermark (mit Georg Matthäus Vischer), 1675–78
- Topographia Archiducatus Carinthiae modernae (mit Johann Weichard von Valvasor), 1689
- Ansicht der Stadt Graz (Ost- und Westseite), 1699/1703